# Ду Ли
Ду Ли (кин: 杜丽; Зибо, Шандунг 5. март 1982) је члан кинеске репрезентације у стрељаштву.
Учествовала је два пута на олипијским играмаи оба пута освојила је по златну медаљу са обарањем олимпијских рекорда. На Олимпијским играма 2004. у Атини победила је у дисциплини ваздушна пушка 10 м. У овој дисциплини је два пута у квалификацијама постигла максимун 400 кругова (2003. и 2006). На следећим Олимпијским играма 2008. у Пекингу није успела да одбрани титулу. Заузела је 5 место, али је у дисциплини МК пушка тростав 50 метара освојила злато. Својим резултато у овој дисциплини изједначила је олимпијски рекорд у квалификацијама, а поставила нови у финалу.
| Тренутни светски рекорд у дисциплини МК пушка тростав 50 м екипно | Тренутни светски рекорд у дисциплини МК пушка тростав 50 м екипно | Тренутни светски рекорд у дисциплини МК пушка тростав 50 м екипно | Тренутни светски рекорд у дисциплини МК пушка тростав 50 м екипно | Тренутни светски рекорд у дисциплини МК пушка тростав 50 м екипно | Тренутни светски рекорд у дисциплини МК пушка тростав 50 м екипно | Тренутни светски рекорд у дисциплини МК пушка тростав 50 м екипно |
| ----------------------------------------------------------------- | ----------------------------------------------------------------- | ----------------------------------------------------------------- | --- | --- | --- | ----------------------------------------------------------------- |
| Жене                                                              | Екипно                                                            | 1.754                                                             | Шан Хунг, Ванг Сјен, Сји Јимин Кина · Ду Ли, Шан Хунг, Ванг Сјен Кина | 24. јун 1998 6. октобар 2002. | Барселона, Шпанија Бусан, Јужна Кореја |                                                                   |
| Тренутни светски рекорд у дисциплини Ваздушна пушка 10 м          |                                                                   |                                                                   | | | |                                                                   |
| Жене                                                              | Квал.                                                             | 400                                                               | Seo Sun-hwa Јужна Кореја · Гао Ђинг Кина · Љубов Галкина Русија · Ду Ли Кина · Љубов Галкина Русија · Suma Shirur Индија · Љубов Галкина Русија · Моника Хелзенбергер Аустрија · Барбара Лехнер Немачка · Џао Јингхуи Кина · Ву Лијусји Кина (CHN) · Ду Ли Кина · Sonja Pfeilschifter Немачка · Катержина Емонс Чешка · Љубов Галкина Русија | 12. април 2002 22. април 2002 24. август 2002 4. јуни, 2003 14. јуни, 2003 13. фебруар 2004 22. фебруар 2004 22. април 2004 5. март 2005 11. април 2005 11. јуни, 2005 4. октобар 2006 24. мај 2008 9. август 2008 5. новембар 2008. | Сиднеј, Аустралија Шангај, Кина Минхен, Немачка Загреб, Хрватска Минхен, Немачка Куала Лумпур, Малезија Бангкок, Тајланд Атина, Грчка Талин, Естонија Changwon, Јужна Кореја Минхен, Немачка Гранада, Шпанија Милано, Италија Пекинг, Кина Бангкок, Тајланд |                                                                   |
| Жене                                                              | Екипно                                                            | 1.196                                                             | Ду Ли, Ву Лијусји, Џао Јингхуи Кина | 6. децембар 2007. | Кувајт, Кувајт |                                                                   |